# Kerasiá (ort i Grekland, Thessalien, Nomós Magnisías)
Kerasiá (Kerasia) är en ort i Grekland.   Den ligger i prefekturen Nomós Magnisías och regionen Thessalien, i den centrala delen av landet, 180 km norr om huvudstaden Aten. Kerasiá ligger 230 meter över havet och antalet invånare är 280.
Terrängen runt Kerasiá är lite bergig. Runt Kerasiá är det ganska tätbefolkat, med 100 invånare per kvadratkilometer. Närmaste större samhälle är Volos, 10,2 km söder om Kerasiá. 